# Drimia wightii
Drimia wightii là một loài thực vật có hoa trong họ Măng tây. Loài này được Lakshmin. mô tả khoa học đầu tiên năm 2003.